# Marianne Eklöf
Eva Marianne Eklöf Törnblom, född 15 mars 1956 i Örebro Sankt Nikolai församling, är en svensk operasångerska (mezzosopran).

## Biografi
Marianne Eklöf, som är dotter till planeringsmannen Arne Ericson och affärsbiträdet Herty Eklöf, tog studenten 1975. Hon har examen från Musikhögskolan i Stockholm 1981 och från Scenskolan i Göteborg 1983, men har också bedrivit studier i London och New York. Som frilans har hon framträtt på scener som Norrlandsoperan och Folkoperan varefter hon 1984 engagerades vid Malmö stadsteater, där hon medverkat i verk som Carmen och Rucklarens väg. Hon har framträtt med Nordens ledande symfoniorkestrar. Under många år tillhörde hon den fasta ensemblen på Kungliga Operan i Stockholm.
Hennes arbete har innefattat opera- och operettroller, romanskonserter och kammarmusik. Hon har medverkat i TV och radio, bedrivit turnéer i bland annat Norden, England, Tyskland, Jugoslavien, Tjeckoslovakien, USA, Spanien och Belgien.

### Familj
Hon var 1984–1987 gift med pianisten Stefan Bojsten (född 1955) och sedan 1992 med cellisten Peter Törnblom (född 1956). Hon är mor till Edvin Törnblom.